# سهره زرد سبزفام
سهره زرد سبزفام (نام علمی: Sicalis olivascens) گونه‌ای از پرندگان خانواده Thraupidae است و در مرکز آند در آرژانتین، بولیوی، شیلی و پرو یافت می‌شود. زیستگاه‌های طبیعی آن بوته‌زارهای نیمه‌گرمسیری یا گرمسیری با ارتفاع بالا و جنگل‌های پیشین به شدت دگرگون‌شده می‌باشد.